# 東京セブンズ

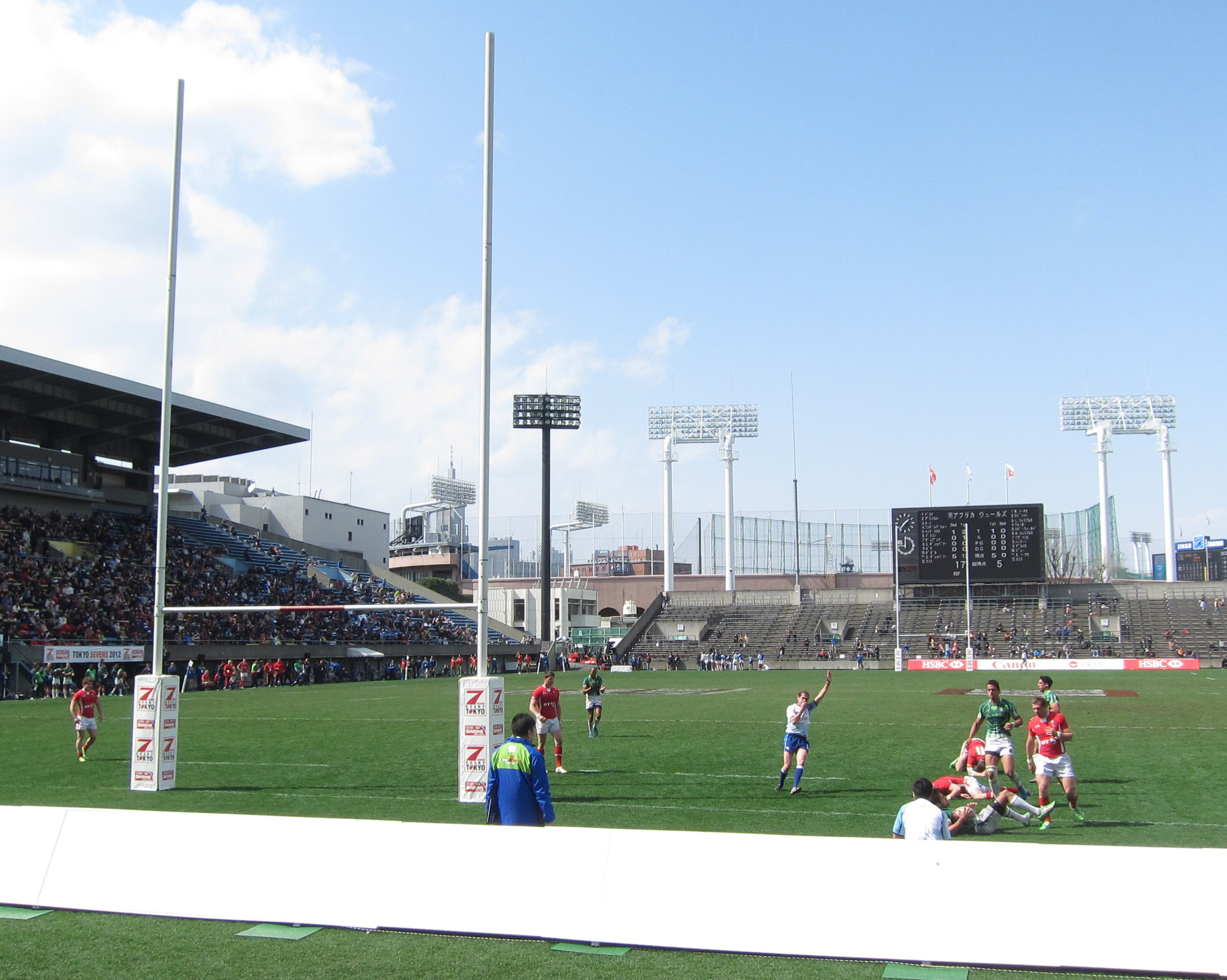
南アフリカ対ウェールズの試合風景

東京セブンズ（とうきょうセブンズ、TOKYO SEVENS）は、7人制ラグビーの国際大会であるワールドラグビーセブンズシリーズの一大会である。

## 経緯
日本で開催される7人制ラグビーの国際大会は、1995年から1999年までは「カンタベリー・ジャパンセブンズ国際大会」、2000年からはIRBセブンズワールドシリーズの「ワールドセブンズTOKYO（フォルクスワーゲン セブンズ）」として開催されていたが、2001年をもって終了した。
2016年よりオリンピックで7人制ラグビーの採用が決まったのを受け、10年ぶりの国際大会として「東京セブンズ」として新設され、2011年4月16・17日に第1回が秩父宮ラグビー場で開かれることが決まったが、東日本大震災により大会中止が発表された。
2012年、IRB主催「HSBCワールドラグビーセブンズシリーズ」の一戦として3月31日から4月1日にかけて秩父宮ラグビー場で開催された。IRBセブンズワールドシリーズとしては2001年以来の日本開催である。。なお2015-2016シーズンはIRBセブンズワールドシリーズから外れた。

## 歴代結果
| 年     | 会場   | カップ             | カップ     | カップ             | プレート           | ボウル           | シールド         |
| 年     | 会場   | 優勝               | 決勝スコア | 2位                | 1位                | 1位              | 1位              |
| ------ | ------ | ------------------ | ---------- | ------------------ | ------------------ | ---------------- | ---------------- |
| 2000年 | 秩父宮 | · フィジー         | 27－22     | · ニュージーランド | · 日本             | · サモア         |                  |
| 2001年 | 秩父宮 | · ニュージーランド | 26－12     | · オーストラリア   | · 南アフリカ共和国 | · アルゼンチン   |                  |
| 2012年 | 秩父宮 | · オーストラリア   | 28－26     | · サモア           | · フィジー         | · フランス       | · スコットランド |
| 2013年 | 秩父宮 | · 南アフリカ共和国 | 24－19     | · ニュージーランド | · アメリカ合衆国   | · イングランド   | · カナダ         |
| 2014年 | 秩父宮 | · フィジー         | 33－26     | · 南アフリカ共和国 | · オーストラリア   | · ウェールズ     | · アルゼンチン   |
| 2015年 | 秩父宮 | · イングランド     | 21 – 14    | · 南アフリカ共和国 | · ニュージーランド | · アメリカ合衆国 | · ポルトガル     |